# Lucie Matoušková
Lucien Matoušková (* 30. Mai 1973 in der Tschechoslowakei) ist eine tschechische Schauspielerin.

## Leben
Matoušková ist die Tochter von Daniela Hlaváčová. Als ihre Mutter mit ihr schwanger war, drehte sie das Märchen Drei Haselnüsse für Aschenbrödel.
Matoušková absolvierte die Theaterfakultät der Akademie der Musischen Künste in Prag (DAMU). Sie wirkte als Schauspielerin vor der Kamera bislang in mehr als 20 Film-und-Fernsehproduktionen mit. Ihren ersten Auftritt in einem Film hatte sie bereits 1983 als 10-jährige.

## Filmografie (Auswahl)
- 1984: Das fremde Mädchen
- 1985: Tenký led
- 1985: Žáku Kašíku nežeň se!
- 2020: Polda